# Dirección General de Organización y Doctrina
La Dirección General de Organización y Doctrina (DGOD) es una dirección general del Ejército Argentino con asiento en el Edificio Libertador y con dependencia de la Subjefatura del Estado Mayor General del Ejército.

## Reseña
Creado en 2011 tras suprimir el Comando de Educación y Doctrina una modificación en la estructura orgánico-funcional de conducción superior de las Fuerzas Armadas de la Nación resuelta por el Ministerio de Defensa el 13 de diciembre de 2010.
Se halla bajo su dependencia orgánica el Sistemas de Reservas del Ejército Argentino (SIREA), compuesta por el personal de cuadros en situación de retiro, personal egresados de los liceos militares, personal del servicio militar voluntario (SMV) dado de baja y personal civil con instrucción militar.